# St. Lukas (Coburg)
Die ehemalige evangelisch-lutherische Pfarrkirche St. Lukas befindet sich im Coburger Gemeindeteil Ketschendorf in der Dr.-Hans-Schack-Straße 34. Das Kirchengebäude war in ein 1969 eingeweihtes Gemeindezentrum integriert, das seit Anfang 2021 unter Denkmalschutz steht. 2021 wurde die Kirche entwidmet.

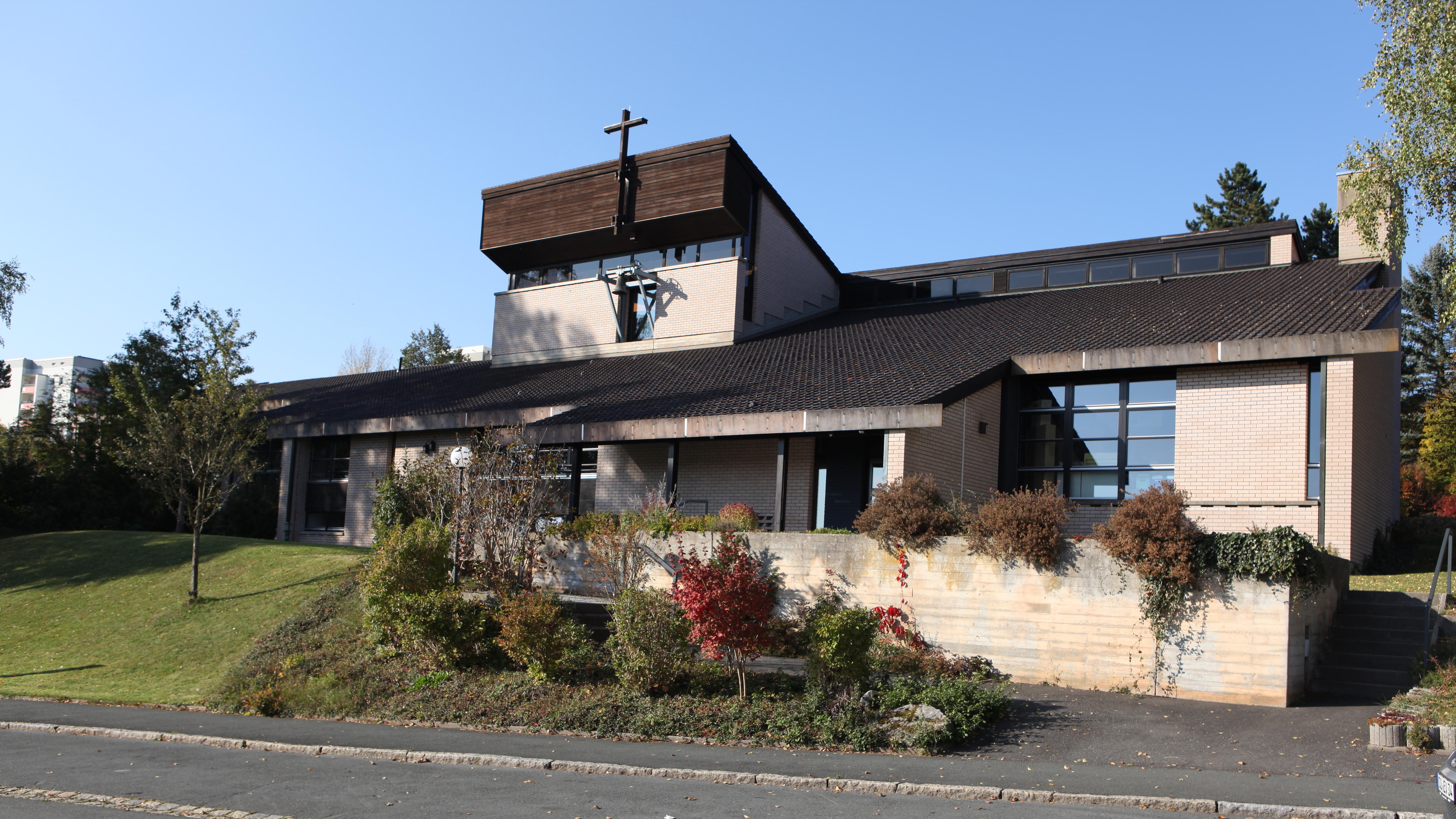
St. Lukas in Coburg

## Geschichte
Infolge der wachsenden Bevölkerung entstand in den 1960er Jahren in Coburg aus dem V. Pfarrbezirk der evangelischen Gemeinde St. Moriz eine neue Pfarrei. Diese erhielt den Namen des Evangelisten Lukas. Der Pfarrbereich umfasste Ketschendorf, Gebäude am Eckardtsberg und ein neuerbautes Wohngebiet am Ketschendorfer Hang. Der erste Pfarrer Albert Strohm und ein Baubeirat betreuten ab 1965 einen Kirchenneubau. Aus vier Vorentwürfen wurde der des Architekten Hans-Busso von Busse, bei dem Kirche, Pfarramt unter Pfarrhaus in einem Bauwerk integriert wurden, ausgewählt. Roland Büch aus München und Gerhard und Ilse Schulwitz aus Coburg wirkten bei der Gestaltung mit.
Im August 1967 begannen die Bauarbeiten. Am 27. Juni 1968 war Richtfest und ab Dezember 1968 wurde das halbfertige Gebäude für Gemeindezwecke genutzt. Die Einweihung der Kirche folgte am 2. November 1969, an Allerseelen.
Eine stetig sinkende Zahl der Gemeindemitglieder und die Notwendigkeit einer aufwändigen Sanierung des Gemeindezentrums führten zu dem Entschluss des  evangelisch-lutherischen Dekanats Coburg, den Gebäudekomplex zu verkaufen. Für Silvester 2020 war der letzte Gottesdienst mit der Entwidmung vorgesehen. Dieser fiel aber wegen der  COVID-19-Pandemie aus. Anfang 2021 stellte das Bayerische Landesamt für Denkmalpflege das Gemeindezentrum aufgrund seiner hohen künstlerischen und vor allem baukünstlerischen Gestaltung unter Denkmalschutz. Ein Kronacher Unternehmer erwarb den Gebäudekomplex, in dem Büros eingerichtet werden sollen. Die Entwidmung und die Entfernung der liturgischen Gegenstände erfolgte schließlich am 11. Juli 2021 durch den Landesbischof der Evangelisch-Lutherischen Kirche in Bayern und Ratsvorsitzenden der Evangelischen Kirche in Deutschland Heinrich Bedford-Strohm, der in der Kirche konfirmiert wurde, und den Coburger Dekan Stefan Kirchberger.

## Architektur
Der Komplex, bestehend aus der ehemaligen, mit einem Gemeindezentrum kombinierten Kirche, steht am Ketschendorfer Hang auf einem 4300 Quadratmeter großen Grundstück. Er hat keinen Turm und fügt sich unauffällig in die benachbarte Wohnbebauung ein. Das Gebäude ist ein mehrteiliger, gestaffelter Sattel- und Pultdachbau mit Kalksandstein-Sichtmauerwerk. Um ein großes Foyer gruppierten sich mit versetzten Ebenen der Kirchensaal mit 190 Sitzplätzen, der Gemeindesaal mit Bühne und Empore für bis zu 220 Personen, Bibliotheksraum, Gesellschaftszimmer, Amtszimmer, Pfarramtsbüro und ein Jugendbüro. Im Untergeschoss befanden sich Jugendräume. Im Westen waren getrennt drei Wohnungen für den Pfarrer und Mitarbeiter angeordnet.
Im Kirchenraum gab es einen quadratischen Volksaltar, der mit wechselnden Paramenten geschmückt und wie der Ambo beweglich war, und einen Taufstein. Vom Kirchenraum aus war die vor der Fassade hängende Glocke sichtbar.
Im Foyer steht eine Bronzeplastik des Nürnberger Künstlers Thomas Wiedemann, mit dem biblischen Motiv „Einer trage des anderen Last“, (Gal 6,2 ).